# LumiDolls
LumiDolls é uma startup que funciona como bordel e vendedora de bonecas sexuais da Espanha. A empresa foi criada em fevereiro de 2017 por Sergi Prieto com outros três amigos. Ela anuncia-se como o primeiro bordel de bonecas do planeta. Sua criação foi inspirada no sucesso das bonecas sexuais em países como China e Japão.

## Bordéus
O primeiro bordel abriu na Barcelona (Espanha), nas proximidades de La Rambla, mas ele fechou rapidamente por problemas com licenças (a prostituição é proibida na Catalunha), reclamação dos vizinhos e protesto da Aprosex. A polícia chegou a invadir o local, mas o estabelecimento já havia fechado. Eles reabriram pouco tempo depois, operando junto com a Apricots. O novo local era inicialmente secreto, sendo revelado apenas após o pagamento. Os bordéus também estão presentes em Moscou (Rússia), Turim (Itália), Nagoya (Japão), Alemanha, Áustria e Londres (Reino Unido).
A empresa não permite a simulação de violação e não fabrica bonecas que simulam menores de idade. Os clientes são encorajados a usarem camisinhas e as bonecas são limpas com sabonete antibacteriano. O período mínimo de programa é de 30 minutos. Inicialmente, a LumiDolls oferecia quatro bonecas: Katy, Kanda, Lily e Yoko. Yoko era capaz de aquecer seu corpo até 37 °C, mas foi um fracasso de vendas.

## Bonecas sexuais
As bonecas da LumiDolls são hiper-customizáveis e de diversas etnias, e muitas são baseadas em personagens de animes e quadrinhos, como a Mulher-Maravilha e a Hatsune Miku. A LumiDolls também oferece bonecos masculinos, incluindo um boneco do Ken, e focados para o público LGBT. As bonecas da empresa são feitas de material elastômero termoplástico e possuem uma estrutura de metal, o que as tornam muito resistentes e pesadas. As bonecas eram inicialmente fabricadas nos Estados Unidos.